# Arlövs station
Arlövs station var en station på Södra stambanan där tågen sedan den 22 maj 1977 inte längre gör uppehåll. Stationshuset är sedan dess rivet. Arlöv är fortsatt en viktig driftplats i järnvägsnätet, där spår norrifrån, från Godsstråket genom Skåne och Södra stambanan, möts och fortsätter söderut mot Malmö godsbangård och Malmö centralstation. 
På Arlövs driftsplats byter persontåg, sedan mars 2008, från högertrafik (söder om Arlöv) till vänstertrafik, som gäller på resten av Sveriges järnvägsnät.
Stationen byggdes 1871 av Arlövs sockerbruk, och har framförallt varit ankomststation för bettransporter. Sedan sockerbruket lades ned 2022 fungerar Arlövs driftplats som en förgreningsstation utan godshantering eller resandeutbyte.
År 1983 öppnades Burlövs station för persontrafik till och från Arlöv med Pågatågen.